# Frigyes Schulek

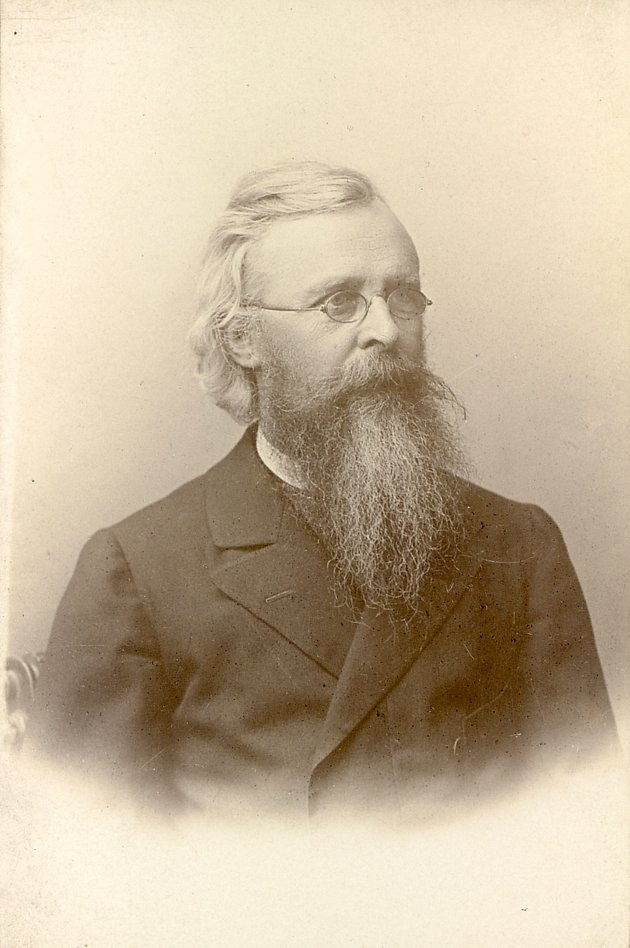
Frigyes Schulek

Frigyes Schulek (Friedrich Schulek; * 19. November 1841 in Pest, Kaisertum Österreich; † 5. September 1919 in Balatonlelle) war ein ungarischer Architekt.

## Leben und Wirken
Frigyes Schulek war der Sohn des Kaufmannes und Politikers Agoston Schulek. Sein jüngerer Bruder war der Mediziner Vilmos Schulek (Wilhelm Schulek). In den Jahren 1851 und 1852 lernte er in Lőcse, dem heutigen Levoča in der Slowakei deutsch. Er war von der Architektur Budapests angetan und beschäftigte sich mit Zeichnungen. In den Schulferien arbeitete er als Maurer. Er arbeitete auch als Agent der k.k. privilegierten Ersten Donau-Dampfschiffahrts-Gesellschaft. Nach 1857 war er auch als Sprachlehrer in Debreczin tätig.
Im Jahr 1860 studierte er am Budaer Polytechnikum, ging aber dann nach Wien, wo er an der Wiener Akademie der bildenden Künste von 1861 bis 1867 bei Friedrich von Schmidt und Eduard van der Nüll studierte und auch an Studienreisen teilnahm. Schulek arbeitete so an der Restaurierung des Regensburger Doms mit, was ihm später auch als Vorsitzender der Wiener Bauhütte zugutekam. Auch die Weltausstellung in Paris im Jahr 1867 besuchte er. Als er nach Wien zurückkehrte, beteiligte er sich an den Planungen der Brigittakirche und der Kirche Maria vom Siege. 1868 verbrachte er in Ungarn, bevor er 1869 und 1870 eine Studienreise nach Italien unternahm.
Anschließend arbeitete er kurz im Büro seines Studienkollegen Imre Steindl. Im Jahr 1871 wurde er Lehrer an der k.u. Landeszeichenlehranstalt. Diesen Posten bekleidete er die nächsten 31 Jahre. Hier schloss er auch Freundschaften zu dem Bildhauer Izsó und dem Maler Bertalan Székely.
Nach dem Tod Steindls wurde er im Jahr 1902 Leiter der Abteilung für mittelalterliche Baukunst an der Technischen Hochschule in Budapest. Zu seinen Studenten zählten Károly Kós und andere Mitglieder der Fiatalok-Gruppe.
Im Jahr 1914 setzte sich Schulek zur Ruhe.
Neben der Lehrtätigkeit war der Schwerpunkt die Denkmalpflege. Ab 1872 war er Architekt der ersten unabhängigen ungarischen Organisation, der Privisorischen Kommission der Denkmale (ab 1882 Landeskommission der Denkmale). Seine Restaurierungen entsprachen sowohl der stilgerechten Rekonstruktion als auch der willkürlichen Ergänzung.

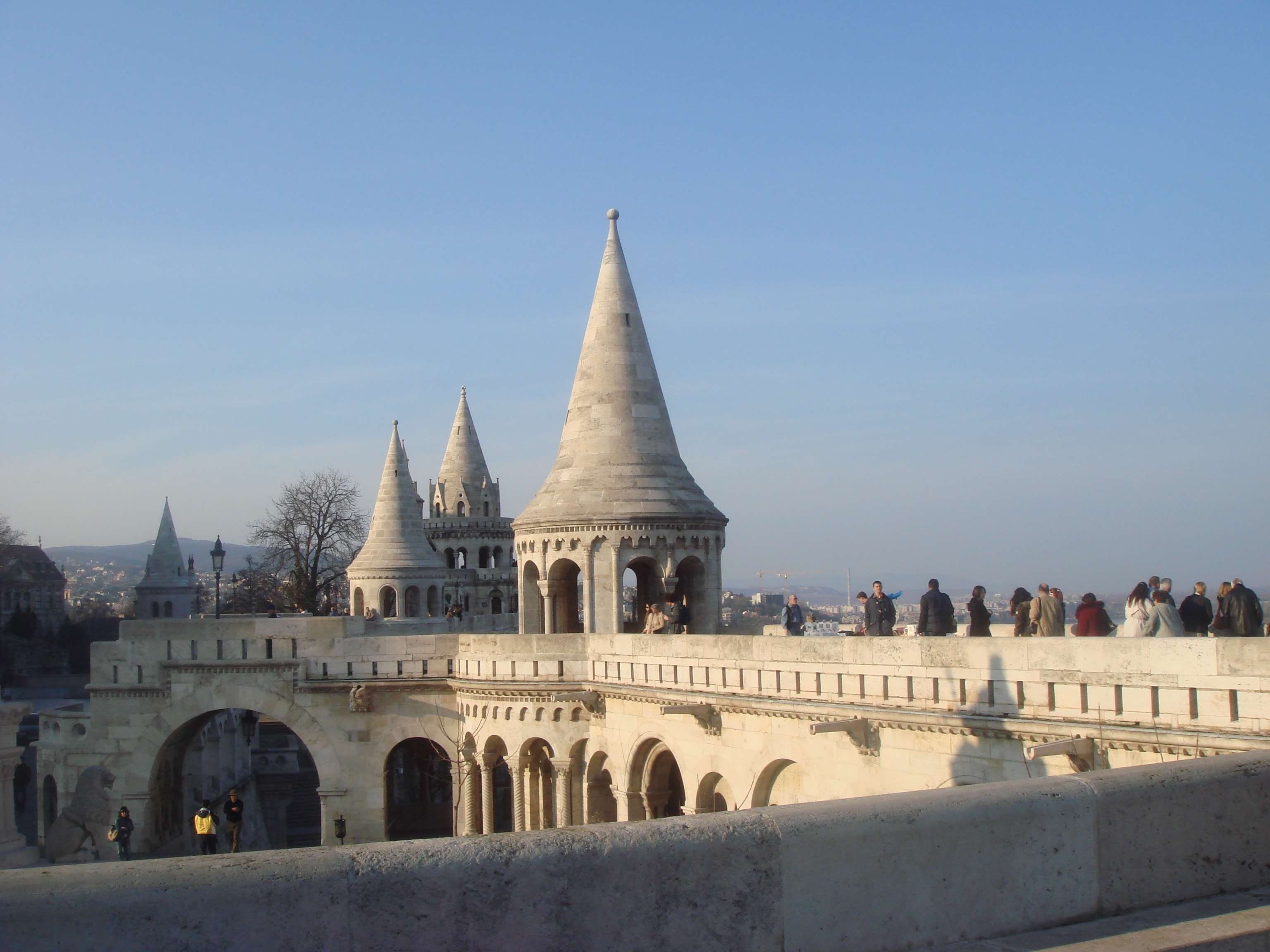
Fischerbastei in Budapest

Eines der wichtigsten Werke war die Rekonstruktion der Liebfrauenkirche in Budapest. Diese Kirche wollte er ursprünglich auf zwei Türme erweitern, beließ sie aber letztlich doch mit einem Turm. Neu kamen aber die Vorhalle, der Turmhelm und die farbliche Gestaltung im Inneren hinzu. Auch am „Rückbau“ der St. Georgskirche in Ják (1896–1904) war Schulek maßgeblich beteiligt.
Eigene Planungen von Bauten waren eher selten. Diese handelten meist von Kirchen oder Prachtbauten, die er im Stil der Neuromanik entwarf. Dabei knüpfte er an die späte Zeit der Wiener Meister an. Sein Hauptwerk ist die Fischerbastei in Budapest.

## Titel und Auszeichnungen
- 1883 k.ö. Franz-Joseph-Orden
- 1884 Königlicher Rat
- 1895 korrespondierendes Mitglied der Ungarischen Akademie der Wissenschaften
- 1907 Hofrat
- 1914 Ehrendoktorat der Technischen Hochschule Budapest
- nach 1916 Pro litteris et artibus
- 1917 Ehrenmitglied der Ungarischen Akademie der Wissenschaften
- 2021 Benennung eines Asteroiden nach ihm: (541571) Schulekfrigyes